# 霍爾萊什蒂鄉
47°16′00″N 27°27′00″E / 47.2667°N 27.45°E
霍爾萊什蒂鄉（羅馬尼亞語：Comuna Horlești, Iași），是羅馬尼亞的鄉份，位於該國東北部，由雅西縣負責管轄，面積51平方公里，海拔高度118米，2007年人口2,958，人口密度每平方公里58人。